# 5,7 cm Schnellfeuerkanone L/25
Il 5,7 cm Schnellfeuerkanone L/25 era un cannone sviluppato da Hermann Gruson per le sue torrette corazzate per opere fortificate. Adottato da diversi paesi europei, venne adattato anche all'uso come cannone campale.

## Storia

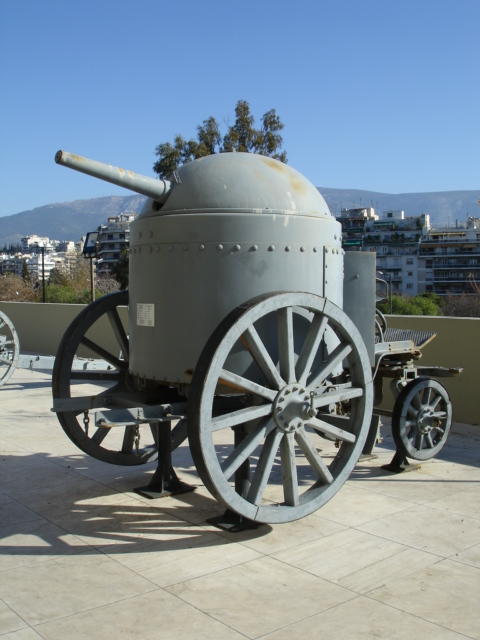
Una torretta Fahrpanzer, in questo caso con cannone da 53 mm, per la quale fu realizzato il cannone 5,7 cm Schnellfeuerkanone L/25

L'industriale tedesco Hermann Gruson fin dal 1878 si era specializzato nella progettazione e realizzazione di torrette corazzate per le opere di fortificazione. Per le sue torrette retrattili e per le torrette mobili Fahrpanzer in particolare, la H. Gruson Eisengiesserei & Maschinenfabrik Buckau-Magdeburg realizzò un cannone a tiro rapido da 57 mm Krupp. Questo armava in particolare la torretta mobile 5,7 cm fahrbare Panzerlafette M. 1892, prodotta dalla Krupp dopo la fusione con la Gruson nel 1892, che ebbe particolare successo venendo acquisita, oltre che dalla Germania, da parecchi paesi quali la Bulgaria, la Romania e la Grecia.
Il Regno d'Italia acquistò invece, per le sue opere fortificate, le "torrette a scomparsa Gruson" da 57 mm, installate per esempio nel forte Bramafam o in quello di Colle delle Finestre ed equipaggiate con questo pezzo, ridenominato "cannone da 57/25 Gruson".
Durante la prima guerra mondiale, a causa della scarsità di pezzi di artiglieria, il Regio Esercito cercò di recuperare tutte le bocche da fuoco disponibili anche se antiquate. Così anche alcuni cannoni Gruson furono smontati dalle inutilizzate fortificazioni della frontiera occidentale e, incavalcata su affusti rigidi, vennero immesse in servizio come artiglierie da posizione o d'accompagnamento.

## Tecnica
La bocca da fuoco era in acciaio. La canna pesava 172 kg, era lunga 1,46 m, mentre la rigatura si estendeva per 986 cm. L'otturatore a cuneo verticale pesava 16,5 kg. Tramite gli orecchioni la bocca da fuoco veniva installata sugli affusti rigidi a cannoniera minima delle varie torrette corazzate, che consentivano una elevazione di -10°/+10°.
Per l'uso campale, la bocca da fuoco venne installata su un antiquato affusto rigido a ruote di legno, con coda unica.
Il pezzo utilizzava munizioni a cartoccio proietto pesanti da 4,03 kg (granate e shrapnel) a 4,465 kg (mitraglia). I proiettili granata pesavano 2,75 kg, così come lo shrapnel, contenente 88 pallette metalliche da 8 grammi. Il proiettile a mitraglia pesava invece 3,8 kg, con un tiro utile di soli 500 m, ed era costituito da un mix di 140 pallette da 19 g e 24 g.